# 平滑
在统计学和图像处理中，通过建立近似函数尝试抓住数据中的主要模式，去除噪音、结构细节或瞬时现象，来平滑一个数据集。在平滑过程中，信号数据点被修改，由噪音产生的单独数据点被降低，低于毗邻数据点的点被提升，从而得到一个更平滑的信号。平滑可以两种重要形式用于数据分析：一、若平滑的假设是合理的，可以从数据中获得更多信息；二、提供灵活而且穩健的分析。有许多不同的算法可用于平滑。数据平滑通常通过最简单的密度估计或直方图完成。

## 线性平滑
在平滑值可写为观测值线性变换的情况下，平滑操作称为线性平滑。 表示先后的矩阵称为平滑矩阵或帽子矩阵。

## 平滑算法
最常用的一种算法是“移动平均”，通常被用于在重复的统计调查中捕获重要趋势。在图像处理和计算机视觉中，平滑被用于尺度空间的表示。 最简单的平滑算法是“直角平滑”或“无加权滑动平均平滑”。 此方法用m个邻接点的平均值替换信号中的每个点，m是称为“平滑宽度”的正整数，通常是奇数。三角平滑类似直角平滑，但实现了加权平滑函数。
部分平滑和过滤类型有：
- Additive smoothing（英语：Additive smoothing）
- 巴特沃斯滤波器
- 数位滤波器
- 卡尔曼滤波
- Kernel smoother（英语：Kernel smoother）
- Laplacian smoothing（英语：Laplacian smoothing）
- Stretched grid method（英语：Stretched grid method）
- 低通滤波器
- 递归滤波器
- Savitzky–Golay smoothing filter（英语：Savitzky–Golay smoothing filter） 基于最小二乘法拟合多项式数据
- Local regression（英语：Local regression）
- Smoothing spline（英语：Smoothing spline）
- 道格拉斯-普克算法
- 移动平均
- Exponential smoothing（英语：Exponential smoothing） 用于在时间序列数据中减少违规行为（随机波动），从而为序列中的潜在行为提供更清晰的视图。其还提供了预测时间序列未来值的有效方法。
- Kolmogorov–Zurbenko_filter（英语：Kolmogorov–Zurbenko filter）